# Bousculade de Sanaa
La bousculade de Sanaa est une bousculade survenue le 19 avril 2023 lorsque plusieurs personnes se sont rassemblés devant une école de la vieille ville de Sanaa, la capitale du Yémen, pour recevoir l'aumône traditionnelle de la Zakat al-Fitr avant la fin du Ramadan. Des coups de feu tirés par l'administration de facto Houthi, apparemment pour contrôler la foule, ont provoqué une explosion accidentelle et une panique. Au moins 85 personnes ont été tuées et 322 personnes blessées dans la bousculade qui a suivi,.

## Contexte
En 2012, le président yéménite Ali Abdallah Saleh, au pouvoir pendant 31 années consécutives, a été renversé lors de la révolution yéménite. Après la révolution, le Yémen a subi une série d'incidents et le mouvement Houthi, soutenu par l'Iran, a capturé de vastes étendues de territoire aux forces gouvernementales, ce qui a conduit à la guerre civile yéménite en cours (depuis 2014), considérée comme une guerre par procuration entre l'Arabie saoudite et l'Iran. En avril 2023, le pays a plongé dans "l'une des plus grandes crises humanitaires au monde" selon l'UNICEF. Selon un rapport du Haut Commissariat des Nations unies pour les réfugiés de mars 2023, selon une estimation, au moins 21,6 millions de personnes au Yémen ont besoin d'aide humanitaire.

## Bousculade
La bousculade a eu lieu le 19 avril 2023 vers 20 h 20 devant une école du vieux centre de Sanaa, deux jours avant l'Aïd el-Fitr, la fin du Ramadan, lorsque des centaines de personnes étaient rassemblées dans l'espoir de recevoir environ 5 000 riyals yéménites (18,19 euros) par personne en tant que Zakat al-Fitr, d'un commerçant local lors d'un événement de distribution d'aide financière à Sanaa contrôlée par les Houthis. Selon des témoins oculaires, lors de la distribution de l'aide, des Houthis armés ont tiré des coups de feu en l'air pour contrôler la foule, heurtant accidentellement un fil électrique, ce qui l'a fait exploser[pas clair], créant une panique qui a conduit à la bousculade. La foule comprenait des femmes et des enfants, et se composait principalement de personnes à faible revenu qui s'étaient rassemblées pour l'événement organisé par des commerçants.
Selon Motaher al-Marouni, un haut responsable de la santé, au moins 85 personnes ont été tuées et 13 personnes ont été grièvement blessées, comme l'a rapporté la chaîne de télévision Houthis Al-Masirah (en). Hamdan Bagheri, directeur adjoint de l'hôpital al-Thowra de Sanaa, a déclaré que l'hôpital avait reçu au moins 73 blessés. Au moins 322 personnes ont été blessées.
À la suite de l'incident, les Houthis ont rapidement bouclé l'école et interdit l'accès aux personnes, y compris aux journalistes.

## Réactions
Le ministère de l'Intérieur dirigé par les Houthis a déclaré que la bousculade avait été causée par "la distribution aléatoire de sommes d'argent par certains commerçants et sans coordination avec le ministère de l'Intérieur". Le ministère a confirmé avoir appréhendé les deux organisateurs et ouvert une enquête. L'"Autorité générale de la Zakât" Houthi a annoncé qu'elle indemniserait chaque famille des victimes avec un million de rials yéménites (environ 3 638,74 euros) et chaque personne blessée avec 200 000 rials yéménites (environ 727,75 euros).